# Venezuela nos Jogos Pan-Americanos de 2007
A Venezuela competiu nos Jogos Pan-Americanos de 2007 no Rio de Janeiro, no Brasil.
Como consequência dos casos de doping oficilizados pela ODEPA em dezembro de 2007, a Venezuela herdou duas medalha de ouro com Arlene Semeco nas provas dos 50m e 100m livre da natação e uma medalha de bronze com a equipe do revezamento 4x100 metros livre feminino também da natação. A nova classificação ajudou a Venezuela no quadro de medalhas, já que a delegação subiu para o sétimo lugar no geral com doze medalhas de ouro.

## Medalhas

### Ouro
- Luis Plumacher: Caratê - Até 65 kg masculino
- Andris Hernández: Ciclismo - Corrida por pontos masculino
- Rubén Limardo: Esgrima - Espada individual masculino
- Mariana González: Esgrima - Florete individual feminino
- Jhohanna Fuenmayor, Mariana González, María Martínez e Yulitza Suárez: Esgrima - Florete por equipes feminino
- José Luis Fuentes: Ginástica Artística - Individual geral masculino
- José Luiz Fuentes: Ginástica Artística - Cavalo com alças masculino
- Regulo Carmona: Ginástica Artística - Argolas masculino
- Milagros Sequera: Tênis - Simples feminino
- Eduardo Cordeiro: Vela - Classe Sunfish
- Arlene Semeco: Natação - 50 metros livre feminino (herdado após doping de Rebeca Gusmão do Brasil)
- Arlene Semeco: Natação - 100 metros livre feminino (herdado após doping de Rebeca Gusmão do Brasil)

### Prata
- Alicia Marcano: Boliche - Individual feminino
- Kevin Betancourt: Boxe - Peso mosca-ligeiro (até 48 kg)
- José David Payares: Boxe - Peso pesado (até 91 kg)
- Eliana Escalona, Vanessa Silva, Ladymar Hernández e Zulmarys Sánchez: Canoagem - K-4 500 metros feminino
- Jean Carlos Peña: Caratê - Até 70 kg masculino
- Mario Toro: Caratê - Acima de 80 kg masculino
- Canelon Hersony, Andris Hernández e Cesar Marcano: Ciclismo - Velocidade por equipes masculino
- Thomas Gil: Ciclismo - Perseguição individual masculino
- Danielys García: Ciclismo - Perseguição individual feminino
- Jonathan Suárez: Ciclismo - BMX masculino
- Silvio Fernández, Rubén Limardo e Wolfgang Mejías: Esgrima - Espada por equipes masculino
- José Ocando: Levantamento de peso - Até 77 kg masculino
- Julio Luna: Levantamento de peso - Até 94 kg masculino
- Betsy Rivas: Levantamento de peso - Até 48 kg feminino
- Luis Vivenes: Luta livre - Até 96 kg masculino
- Yoselin Rojas: Luta livre - Até 63 kg feminino
- Jorge Cardozo: Luta greco-romana - Até 55 kg masculino
- Eddy Bartolozzy: Luta greco-romana - Até 84 kg masculino
- Ricardo Monasterio: Natação - 1500 metros livre masculino
- Juan Jardines: Patinação de velocidade - Velocidade masculino
- Javier Oyalvis: Patinação de velocidade - Fundo masculino
- Equipe: Softbol feminino
- Gonzalo Cendra e Yamil Saba: Vela - Classe Hobie Cat 16

### Bronze
- José Ramos e Gabriel Rodríguez: Canoagem - K-2 1000 metros masculino
- Eduard Paredes e José Silva: Canoagem - C-2 1000 metros masculino
- Ladymar Hernández e Eliana Escalona: Canoagem - K-2 500 metros feminino
- Yoly Guillén: Caratê - Acima de 60 kg feminino
- Danielys García: Ciclismo - Estrada feminino
- Thomas Gil, Richard Ochoa, Jaime Rivas e Franklin Chacón: Ciclismo - Perseguição por equipes masculino
- Richard Ochoa e Andris Hernández: Ciclismo - Madison masculino
- José Primera: Ciclismo - BMX masculino
- Kimmy Díquez: Ciclismo- BMX feminino
- Silvio Fernández: Esgrima - Espada individual masculino
- Carlos Rodríguez: Esgrima - Florete individual masculino
- Carlos Carbonell: Ginástica Artística - Argolas masculino
- Javier Guedez: Judô - Até 60 kg masculino
- Ludwig Ortíz: Judô - Até 66 kg masculino
- José Camacho: Judô - Até 90 kg masculino
- Flor Velásquez: Judô - Até 52 kg feminino
- Ysis Barreto: Judô - Até 63 kg feminino
- Octavio Mejía: Levantamento de peso - Até 77 kg masculino
- Herbis Márquez: Levantamento de peso - Até 85 kg masculino
- Víctor Heredia: Levantamento de peso - Acima de 105 kg masculino
- Vanessa Núñez: Levantamento de peso - Até 69 kg feminino
- Cesar Roberty: Luta livre - Até 55 kg masculino
- Tomás Solorzano: Luta livre - Até 60 kg masculino
- Mayelis Caripa: Luta livre - Até 48 kg feminino
- Marcia Andrade: Luta livre - Até 55 kg feminino
- Luis Liendo: Luta greco-romana - Até 60 kg masculino
- Carlos Ramos: Luta greco-romana - Até 66 kg masculino
- Erwin Caraballo: Luta greco-romana - Até 96 kg masculino
- Rafael Barreno: Luta greco-romana - Acima de 120 kg masculino
- Albert Subirats: Natação - 100 metros borboleta masculino
- Albert Subirats, Octavio Alesi, Luis Rojas e Crox Acuña: Natação - 4x100 metros livre masculino
- Danny Miranda: Taekwondo - Até 68 kg masculino
- Nohemar Leal: Taekwondo - Até 67 kg feminino
- Aura Paez: Taekwondo - Acima de 67 kg feminino
- Arlene Semeco, Erin Volcán, Ximena Vilar e Yanel Pinto: Natação - 4x100 metros livre feminino (herdado após doping de Rebeca Gusmão e desclassificação da equipe do Brasil)

## Desempenho

### Beisebol
Masculino
- Fase de grupos
  - Derrota para o PAN Panamá, 2-4
  - Derrota para CUB Cuba, 3-4
  - Derrota para o MEX México, 2-3 → não avançou as semifinais

### Futebol
Masculino
- Fase de grupos
  - Derrota para os USA Estados Unidos, 1-2
  - Derrota para o MEX México, 0-2
  - Derrota para a BOL Bolívia, 0-2 → não avançou as semifinais

### Natação
Maratona aquática 10 km feminina
- Andreina Pinto: 2h14m24s4 → 5º lugar
- Michell Santiago: 2h21m17s1 → 9º lugar

Maratona aquática 10 km masculino
- Ricardo Monasterio: 2h04m32s1 → 4º lugar
- Rolando Salas: 2h06m22s9 → 7º lugar

### Pólo Aquático
Feminino
- Fase de grupos
  - Derrota para os USA Estados Unidos, 3-21
  - Derrota para o BRA Brasil, 4-20
  - Vitória sobre CUB Cuba, 9-8
  - Derrota para PUR Porto Rico, 10-11
  - Derrota para o CAN Canadá, 3-25
- Disputa pelo 5º lugar
  - Derrota para PUR Porto Rico, 7-13 → 6º lugar

### Softbol
Feminino
- Fase de grupos
  - Vitória sobre PUR Porto Rico, 3-0
  - Derrota para o CAN Canadá, 0-1
  - Vitória sobre a ARG Argentina, 7-0
- Semifinal 2
  - Vitória sobre CUB Cuba, 2-1
- Final
  - cancelado (ver Softbol nos Jogos Pan-Americanos de 2007) →  Prata

### Voleibol
Masculino
- Fase de grupos
  - Derrota para os USA Estados Unidos, 0-3 (19-25, 22-25, 20-25)
  - Vitória sobre PUR Porto Rico, 3-1 (29-31, 25-16, 25-18, 25-19)
  - Vitória sobre a ARG Argentina, 3-0 (25-17, 25-21, 25-21)

- Semifinal
  - Derrota para o BRA Brasil, 0-3 (28-30, 18-25, 16-25)

- Disputa pelo 3º lugar
  - Derrota para CUB Cuba, 2-3 (16-25, 25-23, 25-27, 25-17, 16-18) → 4º lugar